# Pierre Jaquet-Droz

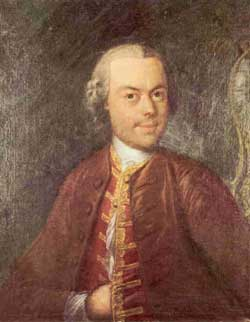
Pierre Jaquet-Droz, 1758

Pierre Jaquet-Droz (ur. 1721, zm. 1790) – szwajcarski zegarmistrz, udoskonalił zegarmistrzostwo.